# Northampton Town Football Club
El Northampton Town Football Club, a menudo conocido simplemente como Northampton, o por su apodo de zapateros, en honor a la industria local de fabricación de calzado, es un club de fútbol profesional inglés con sede en Northampton, Northamptonshire. Actualmente juega en la Football League One, la tercera división de la liga, después de haber ascendido de la League Two en la temporada 2022-23. El club ostenta el récord de ascender en el menor tiempo posible a la división más alta para luego volver a descender a la más baja, en un intervalo de nueve años.
El Northampton fue fundado en 1897, tras las reuniones entre los maestros de escuela de la ciudad y el abogado local AJ Darnell. Juega sus partidos como local en el Sixfields Stadium, con capacidad para 8022 espectadores, todos sentados, sede donde se trasladaron en 1994 desde el Country Ground que compartían con los propietarios, el Northamptonshire County Cricket Club. El principal rival del club es el Peterborough United, una rivalidad que ha perdurado desde la década de 1960, aunque ambos equipos están separados por una división. Otros rivales recientes incluyen al Rushden & Diamonds y al Luton Town. Los colores del club han sido tradicionalmente blanco y burdeos. El patrocinador actual es el agente de bienes raíces local Jackson Grundy.
Ian Sampson, que jugó más de 400 juegos para el club, es el gerente desde septiembre de 2009, después de la salida de Stuart Gray. El actual capitán del equipo es Craig Hinton, que sucedió a Chris Doig en agosto de 2009.
El 22 de septiembre de 2010 dio la gran sorpresa en la Copa de la Liga de Inglaterra 2010-11 al eliminar al Liverpool Football Club en el mismo Anfield empatando a dos en el tiempo reglamentario y ganando la tanta de penaltis 2 - 4.
En la temporada 2019-20 de la EFL League Two el equipo logró meterse en el 7º lugar de la tabla, en apretada lucha con Port Vale. Tras la reanudación de la competición tras la pandemia de Covid 19, Los Cobblers, Colchester United, Cheltenham Town y Exeter City disputaron los Playoffs de ascenso a la League One de la English Football League, quedando el equipo de Northampton emparejado en semifinales con el Cheltenham. El primer partido, disputado a puerta cerrada en Sixfields Stadium acabó con la victoria del equipo visitante por 0-2, con goles de Charlie Raglan y Conor Thomas, dejando la eliminatoria en buena posición para que Los Robins avanzaran a la ansiada final. Sin embargo el partido de vuelta en el campo de Whaddon Road vio como el Northampton superaba la eliminatoria con goles de Vadaine Oliver y un doblete de Callum Morton., jugador cedido por el West Bromwich Albion.
La final los enfrentaría el Exeter City, que se había deshecho con dificultades del Colchester en semifinales. El partido, celebrado como es tradición en el Estadio de Wembley, acabó con un clarísimo 0-4 para los jugadores del Northampton, con goles de Ryan Watson, Callum Morton, Sam Hoskins y Andy Williams. Con ese resultado los Cobblers ascienden a la EFL League One para la temporada 2020-2021.

## Palmarés

### Torneos nacionales
- Football League One (1):1963/64
- Football League Two (2):1987/88 y 2016/17

•En la temporada 2019 / 2020 , Northampton Town se coronó campeón de los play off de ascenso a EFL League One, derrotando 4-0 al Exeter City.

## Rivalidades
Su máximo rival es el Peterborough United, con quien disputa el Derbi Nene.